# Ilinski (volcan)
Pour les articles homonymes, voir Ilinski (homonymie).
L'Ilinski, en russe : Ильинская Сопка (Ilinskaïa sopka), est un stratovolcan situé à proximité du lac Kourile, au sud de la péninsule du Kamtchatka, à l'est de la Russie.
Sa dernière éruption remonte à 1901.